# Billingborough
Billingborough is een civil parish in het bestuurlijke gebied South Kesteven, in het Engelse graafschap Lincolnshire met 1401 inwoners.